# Auvilliers-en-Gâtinais
Auvilliers-en-Gâtinais è un comune francese di 368 abitanti situato nel dipartimento del Loiret nella regione del Centro-Valle della Loira.

## Storia

### Simboli
Lo stemma del comune di Auvilliers-en-Gâtinais è stato adottato il 24 ottobre 1995.
La composizione della stemma comunale prende spunto dal blasone della famiglia Prévost durante il cui dominio Auvilliers divenne baronia per volontà di Luigi XIV nel 1644. Il loro stemma era di rosso, alla croce d'oro, accantonata da quattro scudetti d'argento. La croce latina è stata modificata in una croce di Sant'Andrea e due scudetti sono stati sostituiti da altrettante graticole, simboli del martirio di san Lorenzo, patrono della parrocchia.

## Società

### Evoluzione demografica
Abitanti censiti